# Godegårds landskommun
Godegårds landskommun var en tidigare kommun i Östergötlands län.

## Administrativ historik
Den 1 januari 1863, när kommunalförordningarna började tillämpas, skapades över hela riket cirka 2 500 kommuner, varav 89 städer, 8 köpingar och resten landskommuner. Då inrättades i Godegårds socken i Finspånga läns härad i Östergötland denna kommun.
1954 överfördes ett område med 82 invånare och en areal av 3,25 kvadratkilometer, varav 3,20 land till Hammars landskommun i Örebro län.
År 1952 genomfördes den första av 1900-talets två genomgripande kommunreformer i Sverige. Då bildade Godegård "storkommun" genom sammanläggning med den tidigare kommunen Västra Ny. Kommunen upphörde år 1971 för att ingå i Motala kommun.
Kommunkoden 1952–70 var 0501.

### Kyrklig tillhörighet
I kyrkligt hänseende tillhörde kommunen Godegårds församling. Den 1 januari 1952 tillkom Västra Ny församling.

## Geografi
Godegårds landskommun omfattade den 1 januari 1952 en areal av 315,25 km², varav 300,89 km² land.

### Tätorter i kommunen 1960
I Godegårds landskommun fanns tätorten Västra Ny sjukhus, som hade 201 invånare den 1 november 1960. Tätortsgraden i kommunen var då 8,1 procent.

## Politik

### Mandatfördelning i valen 1938–1966
| 13 | 4 | 4 | 4 |

| 25 |

| 25 |

| 25 |

| 10 | 3 | 8 | 4 |

| 24 |

| 16 | 10 | 5 | 4 |

| 31 |

| 15 | 9 | 6 | 5 |

| 32 |

| 14 | 10 | 5 | 6 |

| 30 | 5 |

| 15 | 10 | 6 | 4 |

| 31 |

| 14 | 11 | 6 | 4 |

| 29 | 6 |